# Solidago pinetorum
Solidago pinetorum là một loài thực vật có hoa trong họ Cúc. Loài này được Small miêu tả khoa học đầu tiên năm 1903.